# Естонська бізнес-школа
Естонська бізнес-школа (ориг. англ.:  Estonian Business School ( скороч.:  EBS)) — бізнес-школа, економічний заклад вищої освіти розташований у Таллінні, Естонія. Один з найбільших університетів Естонії.
Бізнес-школа реалізовує освітні програми на рівнях бакалавра, магістра та доктора, а також при ній діє середня школа «EBS Gümnaasium» та навчальний центр «EBS Juhtimiskoolituse Keskus», що реалізовує програми професійного розвитку.

## Історія
Естонська бізнес-школа (EBS) була заснована в 1988 році. 
Засновниками університету були професор Мадіс Хабакук (Естонія), професор Маршалл Фіцджеральд (США), професор Рейн Петерсон (Канада) та Ілмар Мартенс (Канада).  
Перший вищий навчальний заклад у Радянському Союзі, який реалізовував бізнес-освітні програми англійською мовою.

## Сьогодення

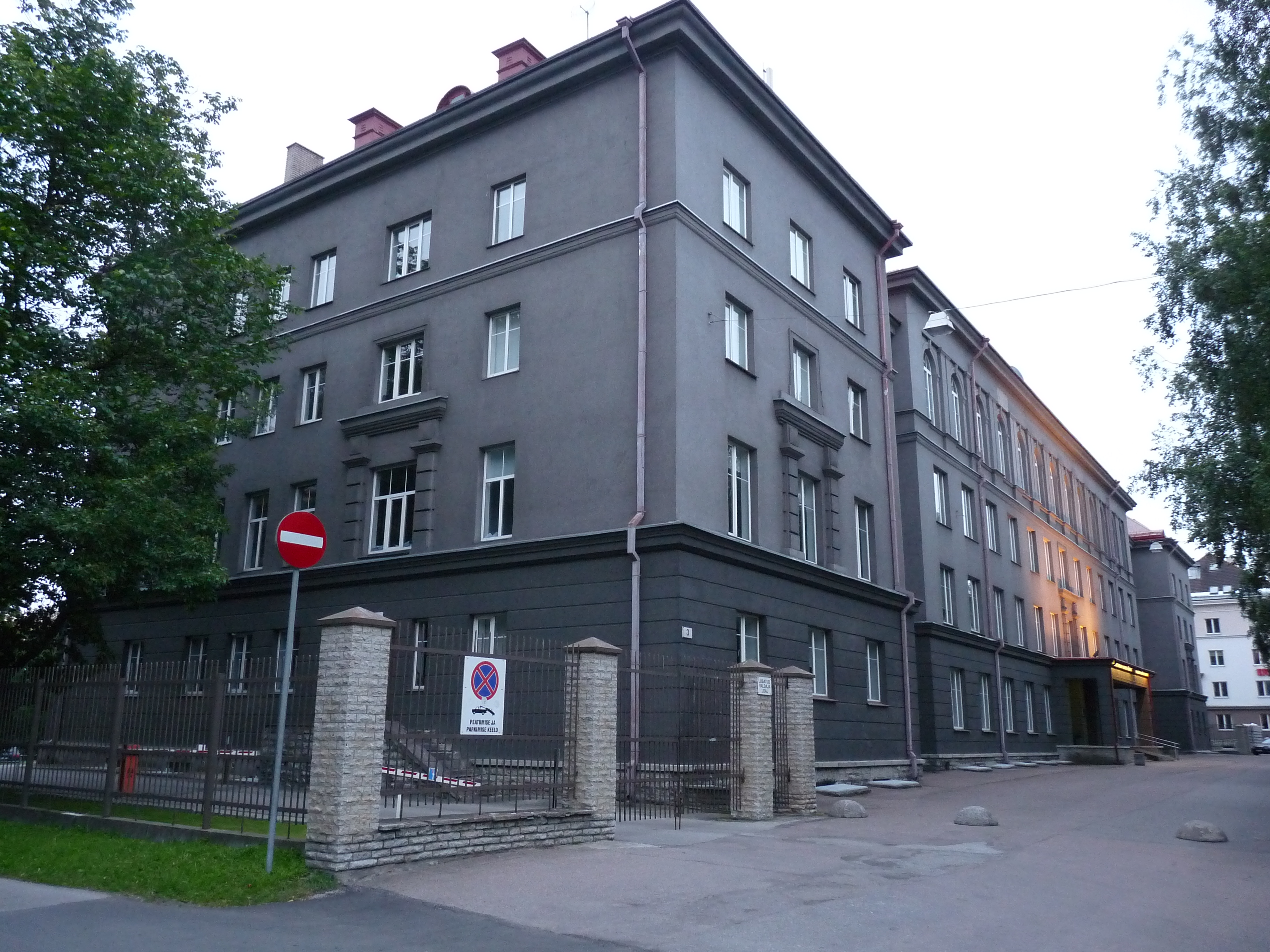
Будівля EBS в Таллінні

Станом на 2022 рік у бізнес-школі навчається понад 1500 студентів. Школа має договори про партнерство з понад 70 університетами Європи, Америки, Австралії та Азії.
Усі бакалаврські, магістерські та докторські програми EBS акредитовані Міністерством освіти та науки Естонської Республіки, а також школа має міжнародну акредитацію Асоціації розвитку менеджменту Центральної та Східної Європи (CEEMAN). 
Естонська бізнес-школа входить до міжнародних рейтингів, зокрема рейтинг «Eduniversal» (рейтинги бізнес-шкіл Eduniversal ) присудив Естонській бізнес-школі рейтинг «4 Palmes» . У 2014/15 вона досягала 141 позиції із 200 у цьому ж рейтингу. 

## Діяльність в Україні
Естонська бізнес-школа співпрацює з рядом українських університетів.
У складі Західноукраїнського національного університету діє Тернопільська бізнес-школа заснована у партнерстві з Естонською бізнес-школою. На її базі реалізовується адаптована програма «Business Innovation», випускники якої можуть отримати перезарахування здобутих в Україні кредитів та захистивши магістерську роботу, отримати диплом Естонської бізнес-школи.

## Зовнішні посилання
- Офіційний сайт